# Никифоров, Никифор (генерал-майор)
Никифор Йорданов Никифоров (болг. Никифор  Йорданов Никифоров; 21 февраля 1890, Елена, Княжество Болгария — 15 февраля 1971, София) — болгарский военачальник, генерал-майор болгарской армии (1937), юрист, агент советской разведки, агентурный псевдоним «Журин».

## Биография
Родился в семье военнослужащего. В 1909 году окончил старейшее в Болгарии Военное училище (ныне Национальный военный университет имени Васила Левского).
Окончил Военное училище (1909), затем юридический факультет Софийского университета (1910—1912, 1918—1920).
В 1912—1913 годах участвовал в Первой и Второй Балканских войнах, в 1915—1918 годах — в Первой мировой войне.
Получив после окончания войны юридическое образование, работал с судьёй, прокурором Софийского военно-полевого суда, преподавателем Военного училища (1920—1923).
В июне 1923 года был уволен со службы после государственного переворота в Болгарии.
В 1925—1937 годах — председатель Русенского военно-полевого суда, Главного военного кассационного суда, начальник Военно-судебного отдела Военного министерства Болгарии и в соответствии с должностью — член Высшего военного совета (1937—1943). В 1930-е годы — член масонской ложи до их запрещения в стране (1940).
Во время учёбы в Военном училище познакомился с Александром Пеевым, будущим сподвижником по советской разведгруппе. Стал сотрудничать под псевдонимом «Журин», в качестве заместителя руководителя разведгруппы (апрель 1941 — апрель 1943). «Генерал Никифор Никифоров… передавал все решения, принятые на заседаниях Высшего военного совета при тогдашнем Военном министерстве, точно информировал о составе немецких и болгарских войск, о наименовании войсковых подразделений, их начальниках, вооружении и дислокации, количестве немецких самолетов в Болгарии и аэродромах, используемых немцами, о том, как и какими силами обеспечивается охрана Черноморского побережья… и др.». В Военном министерстве ему было поручено бороться с коммунистической активностью в армии, он отслеживал и изучал ход дел о государственных преступлениях и сумел спасти многих коммунистов от смертной казни.
После провала группы в апреле 1943 года присутствовал на процессе и признал, что непреднамеренно передал информацию Александру Пееву, приговоренному к смертной казни и расстрелянному 22 ноября 1943 года и был уволен из армии.
В сентябре 1944 года арестован правительством Патриотического фронта, осуждён Народным судом Болгария, но благодаря положительным показаниям свидетелей после оглашения приговоров в 1945 году был отпущен. Через пять лет вновь необоснованно арестован в связи с делом Трайчо Костова, отправлен в лагерь.
Реабилитирован после пленума ЦК БКП (апрель 1956).

## Награды
- Орден «За храбрость» IV ст. (1917)
- Орден «Святой Александр» 5 степени
- Орден Народной Республики Болгария I ст. (1966)
- Орден Красного Знамени (СССР, 1966)

## Воинские звания
- Подпоручик (1909)
- Поручик (1915)
- Капитан (1917)
- Майор (1923)
- Подполковник (1927)
- Полковник (1931)
- Генерал-майор (1937)

## В болгарском кино
- Никифор Никифоров — герой военно-исторического сериала «Один среди волков[болг.]», посвященного деятельности разведгруппы, возглавляемой Александром Пеевым.

Сериал демонстрировался на Центральном телевидении СССР в сентябре 1981 года и в августе 1984 года.
Исполнитель роли Никифора Никифорова — Васил Михайлов.